# Madonna del Buon Consiglio delle Suore Serve di Maria Addolorata
Madonna del Buon Consiglio delle Suore Serve di Maria Addolorata é uma capela conventual privada localizada na Via Giacomo Corradi, 15, no bairro de Monteverde Nuovo do quartiere Gianicolense de Roma. É dedicada a Nossa Senhora do Bom Conselho.

## História
As Irmãs Servitas de Nossa Senhora das Dores (em italiano:  Suore serve di Maria Addolorata di Nocera de' Pagani) é uma congregação fundada em Nocera Inferiore pela napolitana Emilia Addatis, conhecida pelo seu nome religioso de "Maria Consiglia dello Spirito Santo", em 1872.
As irmãs eram terceiras da família religiosa Servita e estavam envolvidas em atividades de ensino e em obras de caridade. O sufixo di Nocera de' Pagani é geralmente utilizado para diferenciá-las de outras ordens de nome similar. Em 2018, a Diocese de Roma listava a sóror Teresa Pastore, superiora-geral da ordem, como a única irmã da congregação residente em Roma e, por isso, o futuro do convento é incerto.
A capela foi utilizada para missas abertas ao público pela paróquia da Trasfigurazione di Nostro Signore Gesù Cristo, mas o acordo foi desfeito.

## Descrição
A cúria-geral da ordem ocupa uma casa de tijolos de quatro andares semi-isolada e a capela em si não tem identidade arquitetural própria. 